# FM Records
FM Records (FM Records Music LLC), också känt som enbart FM Music är ett amerikanskt skivbolag grundat 2010 av Stephan Warren. Från början var FM Records helt inriktat på reggae och dubstep-musik men har under årens gång breddat sin verksamhet till fler genrer som hårdrock och punkmusik, icke minst genom fler dotterbolag de driver. FM anses vara det marknadsledande skivbolaget i USA för reggae, men även en storspelare inom popmusikbranschen. 
Sinéad O'Connor, Musiq Soulchild, Syleena Johnson, Jon Secada, Maxi Priest, Lee “Scratch” Perry, Inner Circle, Sean Paul, Marcia Griffiths, Cas Haley, Gregory Isaacs, Barrington Levy, JC Lodge, Sizzla, Chaka Demus & Pliers, Sister Nancy, Nadine Sutherland, Patra, Luciano, Ce'Cile, Beres Hammond, Wayne Wonder, Gyptian och Breathing Theory har alla släppt musik under bolaget eller dess dotterbolag.
Många släpp från artister på FM Records har nått listplaceringar på Billboard